# Новозыково (Алтайский край)
Новозыково — село в Красногорском районе Алтайского края. Административный центр муниципального образования сельское поселение Новозыковский сельсовет.

## История
Основано в 1876 г. В 1926 году состояло из 194 хозяйств. В национальном составе населения того периода преобладали русские. В административном отношении являлось центром Новозыковского сельсовета Старо-Бардинского района Бийского округа Сибирского края.

## Население
| 1926 | 1997 | 1998 | 1999 | 2000 | 2001 | 2002 | 2003 | 2004 |
| ---- | ---- | ---- | ---- | ---- | ---- | ---- | ---- | ---- |
| 1169 | ↘747 | ↗774 | ↗789 | ↘786 | ↗807 | ↗820 | ↗836 | ↘823 |
| 2005 | 2006 | 2007 | 2008 | 2009 | 2010 | 2011 | 2012 | 2013 |
| ↘822 | ↘802 | ↗809 | ↘790 | ↗802 | ↘749 | ↘748 | ↘745 | ↘726 |

Национальный состав
Согласно результатам переписи 2002 года, в национальной структуре населения русские составляли 98 %.